# وودسون
وُدسون (به فرانسوی: Vaudesson) یک کمون در فرانسه است که در پیکاردی واقع شده‌است.

## خصوصیات
وودسون یا وُدسون ۸٫۴۲ کیلومترمربع مساحت و ۲۶۸ نفر جمعیت دارد و ۱۰۰ متر بالاتر از سطح دریا واقع شده‌است.